# Boggia (torrente)
Il Boggia o Bodengo (in chiavennasco Boeuggia o Bodengh) è un torrente della Lombardia, che scorre in provincia di Sondrio. 
Nasce dal Pizzo Campanile, e scorre in direzione ovest-est nella val Bodengo, nel comune di Gordona. Confluisce da destra nel Mera a valle di Gordona. Forma una cascata presso Gordona. Sulle acque del torrente viene praticato il torrentismo.